# Абант (син на Мелампод)
Вижте пояснителната страница за други личности с името Абант.
Абант (на старогръцки: Ἄβας, Abas) в гръцката митология е гадател в Аргос.
Той е син на Мелампод (Меламп) и Ифианаса, дъщеря на Прет и Антея.
С нимфата Кирена той е баща на Лизимаха (която се омъжва за Талай), Койран (който е баща на гадателя Полийд) и на аргонавта Идмон.